# Nondenticentrus oedothorectus
Nondenticentrus oedothorectus är en insektsart som beskrevs av Yuan och Chou. Nondenticentrus oedothorectus ingår i släktet Nondenticentrus och familjen hornstritar. Inga underarter finns listade i Catalogue of Life.